# Statskuppet i Niger 2023
Statskuppet i Niger 2023 foregik 26. juli 2023, da landets nationalgarde væltede den siddende præsident Mohamed Bazoum, der som landets første var blevet demokratisk valgt to års tid forinden. Kuppet blev ledet af Abdourahmane Tiani (en), der hidtil havde været lederen af præsidentens sikkerhedsstyrker.
Efter kuppet gav sammenslutningen af vestafrikanske lande – ECOWAS – den nigerske militærjunta en uge til at droppe kuppet og genindsætte præsidenten, da de ellers ville intervenere, evt. militært. Mali og Burkina Faso erklærer dog, at en angreb på Niger vil blive betragtet som en krigserklæring mod dem. Kuppet er efterfølgende blevet fordømt af både EU, Den Afrikanske Union og ECOWAS. Flere lande har afbrudt sikkerheds- og bistandsarbejdet med Niger som følge af kuppet. Deriblandt Danmark og USA.
Den 10. august 2023 besluttede ECOWAS at beholde muligheden for militær intervention i Niger. Dermed banes vejen for mobilisering af en styrke, som hovedsageligt bør bestå af nigerianske og senegalesiske tropper.